# Spelaeoconcha paganettii
Die Spelaeoconcha paganettii ist eine Schneckenart aus der Unterordnung der Landlungenschnecken (Stylommatophora). Sie ist die einzige Art (mit drei Unterarten) der Gattung Spelaeoconcha, die wiederum die einzige Gattung der Familie Spelaeoconchidae ist. Die Art mit ihren drei Unterarten ist höhlenbewohnend.

## Merkmale
Die Gehäuse sind rechtsgewunden und spindelförmig-hochkonisch. Sie haben sechs bis sieben Windungen und messen 3,4 bis 6,5 mm in der Höhe und 1,5 bis 2,6 mm im Durchmesser (Dicke). Die Schale ist kräftig, durchscheinend (wenn frisch) und mit glänzender, kaum skulptierter Oberfläche. Die Mündung ist nicht bewehrt, die Ränder sind, ausgenommen auf der Rückenseite, etwas verdickt. Der Nabel ist sehr eng, aber nahezu offen und nur teilweise vom Spindelrand der Mundöffnung bedeckt. Im zwittrigen Geschlechtsapparat ist der Penis relativ kurz, der Epiphallus sehr kurz. Das Flagellum ist dagegen gut entwickelt wird gerundeter Spitze. Der Samenleiter dringt in den Epiphallus ein. Der Stiel der Spermathek ist relativ dick und kurz, ohne Divertikel. Das Reservoir selber ist spindelförmig und relativ groß. 

## Vorkommen, Lebensweise und Verbreitung
Die Art ist ein Höhlenbewohner. Bisher wurden Exemplare nur im Gesteinsschutt von Höhlen in Kroatien und Bosnien-Herzegowina gefunden. 

## Systematik
Die Stellung der Familie Spelaeoconchidae bzw. der Gattung Spelaeoconcha ist umstritten. In Bouchet & Rocroi (2005) wird die Familie Spelaeoconchidae in die Überfamilie Pupilloidea gestellt, Schileyko (1998) behandelt sie als Unterfamilie innerhalb der Enidae. In der Fauna Europaea steht die Gattung in der Familie Vertiginidae, Unterfamilie Nesopupinae. Auch die Anzahl der Arten ist unsicher; meist wird nur eine Art mit drei Unterarten akzeptiert.
- Familie Spelaeoconchidae A. J. Wagner, 1927
  - Gattung Spelaeoconcha Sturany, 1901
    - Spelaeoconcha paganettii Sturany, 1901 (mit der nominotypischen Art Spelaeoconcha paganettii paganettii Sturany, 1901 und den Unterarten Spelaeoconcha paganettii polymorpha Wagner, 1927 und Spelaeoconcha paganettii alphonsi Maassen, 1989)